# Klubowe Mistrzostwa Azji w Piłce Siatkowej Mężczyzn 2016

Arena, w której rozgrywano Klubowe Mistrzostwa Azji 2016

Klubowe Mistrzostwa Azji w Piłce Siatkowej Mężczyzn 2016 (oficjalna nazwa 2016 Asian Men's Club Volleyball Championship) – 17. turniej o tytuł klubowego mistrza Azji, który odbył się w dniach 23–31 sierpnia 2016 w mieście Naypyidaw.

### Nagrody indywidualne

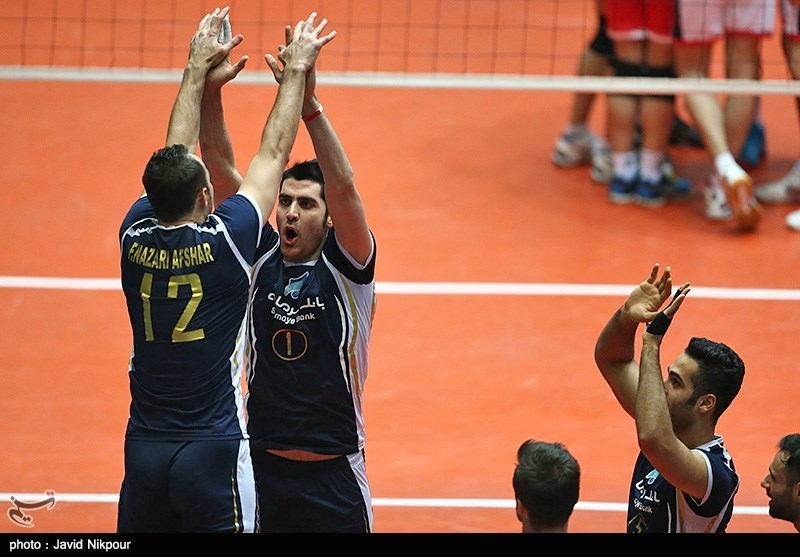
Sarmajeh Bank VC zwycięzcą Klubowych Mistrzostw Azji 2016

## Drużyny uczestniczące[2]
| Grupa A         |
| --------------- |
| Asia World Club |
| Maseco TP.HCM   |

| Grupa B                 |
| ----------------------- |
| Taiwan Power Company VC |
| Toyoda Gosei Trefuerza  |
| Polri Samator           |
| Gas Al-Janoob           |

| Grupa C             |
| ------------------- |
| Al Arabi Ad-Dauha   |
| Shanghai Golden Age |
| Wing 46 Phitsanulok |
| Al Jazira VC        |

| Grupa D          |
| ---------------- |
| Sarmajeh Bank VC |
| Altay VC         |
| Malaysia         |
| Hongkong         |

## Rozgrywki

### Pierwsza faza grupowa

#### Grupa A
Tabela
| Lp. | Drużyna         | Mecze | Mecze   | Mecze   | Pkt | Sety | Sety | Sety  | Małe punkty | Małe punkty | Małe punkty |
| Lp. | Drużyna         | M     | W (3:2) | P (2:3) | Pkt | wyg. | prz. | ratio | zdob.       | str.        | ratio       |
| --- | --------------- | ----- | ------- | ------- | --- | ---- | ---- | ----- | ----------- | ----------- | ----------- |
| 1   | Asia World Club | 1     | 1 (0)   | 0 (0)   | 3   | 3    | 0    | MAX   | 75          | 58          | 1.293       |
| 2   | Maseco TP.HCM   | 1     | 0 (0)   | 1 (0)   | 0   | 0    | 3    | 0.000 | 58          | 75          | 0.773       |

Źródło:  (ang.)
Punktacja: 3:0 i 3:1 – 3 pkt; 3:2 – 2 pkt; 2:3 – 1 pkt; 1:3 i 0:3 – 0 pkt
Zasady ustalania kolejności: 1. liczba zwycięstw, 2. liczba punktów, 3. stosunek setów, 4. stosunek małych punktów, 5. bilans w bezpośrednich meczach
     awans do drugiej fazy grupowej
Wyniki
| Data  | Godzina | Drużyna 1     | Wynik                     | Drużyna 2       |
| ----- | ------- | ------------- | ------------------------- | --------------- |
| 23.08 | 11:30   | Maseco TP.HCM | 0:3 (17:25, 20:25, 21:25) | Asia World Club |

#### Grupa B
Tabela
| Lp. | Drużyna                 | Mecze | Mecze   | Mecze   | Pkt | Sety | Sety | Sety  | Małe punkty | Małe punkty | Małe punkty |
| Lp. | Drużyna                 | M     | W (3:2) | P (2:3) | Pkt | wyg. | prz. | ratio | zdob.       | str.        | ratio       |
| --- | ----------------------- | ----- | ------- | ------- | --- | ---- | ---- | ----- | ----------- | ----------- | ----------- |
| 1   | Taiwan Power Company VC | 3     | 3 (1)   | 0 (0)   | 8   | 9    | 3    | 3.000 | 282         | 240         | 1.175       |
| 2   | Toyoda Gosei Trefuerza  | 3     | 2 (1)   | 1 (1)   | 6   | 8    | 5    | 1.600 | 298         | 270         | 1.104       |
| 3   | Polri Samator           | 3     | 1 (0)   | 2 (0)   | 3   | 4    | 7    | 0.571 | 233         | 260         | 0.896       |
| 4   | Gas Al-Janoob           | 3     | 0 (0)   | 3 (1)   | 1   | 3    | 9    | 0.333 | 241         | 284         | 0.849       |

Źródło:  (ang.)
Punktacja: 3:0 i 3:1 – 3 pkt; 3:2 – 2 pkt; 2:3 – 1 pkt; 1:3 i 0:3 – 0 pkt
Zasady ustalania kolejności: 1. liczba zwycięstw, 2. liczba punktów, 3. stosunek setów, 4. stosunek małych punktów, 5. bilans w bezpośrednich meczach
     awans do drugiej fazy grupowej
     mecze o miejsca 9-14/Grupa G
Wyniki
| Data  | Godzina | Drużyna 1               | Wynik                                   | Drużyna 2               |
| ----- | ------- | ----------------------- | --------------------------------------- | ----------------------- |
| 23.08 | 11:30   | Polri Samator           | 1:3 (11:25, 25:23, 15:25, 21:25)        | Taiwan Power Company VC |
| 23.08 | 14:00   | Toyoda Gosei Trefuerza  | 3:2 (25:14, 23:25, 25:13, 27:29, 15:13) | Gas Al-Janoob           |
| 24.08 | 11:30   | Taiwan Power Company VC | 3:0 (25:18, 25:22, 25–:22)              | Gas Al-Janoob           |
| 24.08 | 11:40   | Polri Samator           | 0:3 (25:27, 23:25, 19:25)               | Toyoda Gosei Trefuerza  |
| 25.08 | 11:40   | Toyoda Gosei Trefuerza  | 2:3 (22:25, 23:25, 25:23, 25:21, 11:15) | Taiwan Power Company VC |
| 25.08 | 14:00   | Gas Al-Janoob           | 1:3 (23:25, 20:25, 25:19, 17:25)        | Polri Samator           |

#### Grupa C
Tabela
| Lp. | Drużyna             | Mecze | Mecze   | Mecze   | Pkt | Sety | Sety | Sety  | Małe punkty | Małe punkty | Małe punkty |
| Lp. | Drużyna             | M     | W (3:2) | P (2:3) | Pkt | wyg. | prz. | ratio | zdob.       | str.        | ratio       |
| --- | ------------------- | ----- | ------- | ------- | --- | ---- | ---- | ----- | ----------- | ----------- | ----------- |
| 1   | Al Arabi Ad-Dauha   | 3     | 3 (0)   | 0 (0)   | 9   | 9    | 1    | 9.000 | 244         | 163         | 1.497       |
| 2   | Shanghai Golden Age | 3     | 2 (0)   | 1 (0)   | 6   | 7    | 3    | 2.333 | 231         | 198         | 1.167       |
| 3   | Wing 46 Phitsanulok | 3     | 1 (0)   | 2 (0)   | 3   | 3    | 6    | 0.500 | 159         | 204         | 0.779       |
| 4   | Al Jazira VC        | 3     | 0 (0)   | 3 (0)   | 0   | 0    | 9    | 0.000 | 156         | 225         | 0.693       |

Źródło:  (ang.)
Punktacja: 3:0 i 3:1 – 3 pkt; 3:2 – 2 pkt; 2:3 – 1 pkt; 1:3 i 0:3 – 0 pkt
Zasady ustalania kolejności: 1. liczba zwycięstw, 2. liczba punktów, 3. stosunek setów, 4. stosunek małych punktów, 5. bilans w bezpośrednich meczach
     awans do drugiej fazy grupowej
     mecze o miejsca 9-14/Grupa G
Wyniki
| Data  | Godzina | Drużyna 1           | Wynik                            | Drużyna 2           |
| ----- | ------- | ------------------- | -------------------------------- | ------------------- |
| 23.08 | 14:10   | Al Arabi Ad-Dauha   | 3:0 (25:10, 25:10, 25:12)        | Wing 46 Phitsanulok |
| 23.08 | 16:40   | Al Jazira VC        | 0:3 (17:25, 19:25, 16:25)        | Shanghai Golden Age |
| 24.08 | 14:10   | Shanghai Golden Age | 3:0 (25:20, 25:14, 25:18)        | Wing 46 Phitsanulok |
| 24.08 | 16:40   | Al Jazira VC        | 0:3 (17:25, 18:25, 15:25)        | Al Arabi Ad-Dauha   |
| 25.08 | 14:30   | Wing 46 Phitsanulok | 3:0 (25:19, 25:22, 25:13)        | Al Jazira VC        |
| 25.08 | 16:40   | Al Arabi Ad-Dauha   | 3:1 (19:25, 25:21, 25:14, 25:21) | Shanghai Golden Age |

#### Grupa D
Tabela
| Lp. | Drużyna          | Mecze | Mecze   | Mecze   | Pkt | Sety | Sety | Sety  | Małe punkty | Małe punkty | Małe punkty |
| Lp. | Drużyna          | M     | W (3:2) | P (2:3) | Pkt | wyg. | prz. | ratio | zdob.       | str.        | ratio       |
| --- | ---------------- | ----- | ------- | ------- | --- | ---- | ---- | ----- | ----------- | ----------- | ----------- |
| 1   | Sarmajeh Bank VC | 3     | 3 (0)   | 0 (0)   | 9   | 9    | 1    | 9.000 | 245         | 171         | 1.433       |
| 2   | Altay VC         | 3     | 2 (0)   | 1 (0)   | 6   | 7    | 3    | 2.333 | 235         | 173         | 1.358       |
| 3   | Malaysia         | 3     | 1 (0)   | 2 (0)   | 3   | 3    | 7    | 0.429 | 181         | 224         | 0.808       |
| 4   | Hongkong         | 3     | 0 (0)   | 3 (0)   | 0   | 1    | 9    | 0.111 | 151         | 244         | 0.619       |

Źródło:  (ang.)
Punktacja: 3:0 i 3:1 – 3 pkt; 3:2 – 2 pkt; 2:3 – 1 pkt; 1:3 i 0:3 – 0 pkt
Zasady ustalania kolejności: 1. liczba zwycięstw, 2. liczba punktów, 3. stosunek setów, 4. stosunek małych punktów, 5. bilans w bezpośrednich meczach
     awans do drugiej fazy grupowej
     mecze o miejsca 9-14/Grupa G
Wyniki
| Data  | Godzina | Drużyna 1        | Wynik                            | Drużyna 2        |
| ----- | ------- | ---------------- | -------------------------------- | ---------------- |
| 23.08 | 17:05   | Malaysia         | 3:1 (25:15, 19:25, 25:17, 25:17) | Hongkong         |
| 23.08 | 18:30   | Sarmajeh Bank VC | 3:1 (25:18, 20:25, 25:20, 25:22) | Altay VC         |
| 24.08 | 16:30   | Hongkong         | 0:3 (15:25, 12:25, 14:25)        | Altay VC         |
| 24.08 | 18:40   | Malaysia         | 0:3 (22:25, 18:25, 10:25)        | Sarmajeh Bank VC |
| 25.08 | 16:30   | Sarmajeh Bank VC | 3:0 (25:6, 25:19, 25:11)         | Hongkong         |
| 25.08 | 19:05   | Altay VC         | 3:0 (25:12, 25:12, 25:13)        | Malaysia         |

### Druga faza grupowa

#### Grupa E
Tabela
| Lp. | Drużyna             | Mecze | Mecze   | Mecze   | Pkt | Sety | Sety | Sety  | Małe punkty | Małe punkty | Małe punkty |
| Lp. | Drużyna             | M     | W (3:2) | P (2:3) | Pkt | wyg. | prz. | ratio | zdob.       | str.        | ratio       |
| --- | ------------------- | ----- | ------- | ------- | --- | ---- | ---- | ----- | ----------- | ----------- | ----------- |
| 1   | Al Arabi Ad-Dauha   | 2     | 2 (0)   | 0 (0)   | 6   | 6    | 0    | MAX   | 244         | 199         | 1.226       |
| 2   | Shanghai Golden Age | 2     | 2 (0)   | 0 (0)   | 6   | 6    | 1    | 6.000 | 254         | 233         | 1.090       |
| 3   | Asia World Club     | 2     | 0 (0)   | 2 (0)   | 0   | 1    | 6    | 0.167 | 214         | 231         | 0.926       |
| 4   | Maseco TP.HCM       | 2     | 0 (0)   | 2 (0)   | 0   | 0    | 6    | 0.000 | 176         | 225         | 0.782       |

Źródło:  (ang.)
Punktacja: 3:0 i 3:1 – 3 pkt; 3:2 – 2 pkt; 2:3 – 1 pkt; 1:3 i 0:3 – 0 pkt
Zasady ustalania kolejności: 1. liczba zwycięstw, 2. liczba punktów, 3. stosunek setów, 4. stosunek małych punktów, 5. bilans w bezpośrednich meczach
     awans do ćwierćfinału
Wyniki
| Data  | Godzina | Drużyna 1         | Wynik                            | Drużyna 2           |
| ----- | ------- | ----------------- | -------------------------------- | ------------------- |
| 27.08 | 14:10   | Asia World Club   | 1:3 (19:25, 24:26, 25–22, 14:25) | Shanghai Golden Age |
| 27.08 | 19:10   | Al Arabi Ad-Dauha | 3:0 (25:22, 25:20, 25:19)        | Maseco TP.HCM       |
| 28.08 | 14:10   | Asia World Club   | 0:3 (17:25, 19:25, 21:25)        | Al Arabi Ad-Dauha   |
| 28.08 | 19:10   | Maseco TP.HCM     | 0:3 (20:25, 18:25, 19:25)        | Shanghai Golden Age |

#### Grupa F
Tabela
| Lp. | Drużyna                 | Mecze | Mecze   | Mecze   | Pkt | Sety | Sety | Sety  | Małe punkty | Małe punkty | Małe punkty |
| Lp. | Drużyna                 | M     | W (3:2) | P (2:3) | Pkt | wyg. | prz. | ratio | zdob.       | str.        | ratio       |
| --- | ----------------------- | ----- | ------- | ------- | --- | ---- | ---- | ----- | ----------- | ----------- | ----------- |
| 1   | Sarmajeh Bank VC        | 2     | 2 (0)   | 0 (0)   | 6   | 6    | 1    | 6.000 | 272         | 232         | 1.172       |
| 2   | Toyoda Gosei Trefuerza  | 2     | 1 (0)   | 1 (0)   | 3   | 4    | 3    | 1.333 | 263         | 268         | 0.981       |
| 3   | Altay VC                | 2     | 1 (0)   | 1 (0)   | 3   | 3    | 3    | 1.000 | 218         | 226         | 0.965       |
| 4   | Taiwan Power Company VC | 2     | 0 (0)   | 2 (0)   | 0   | 0    | 6    | 0.000 | 230         | 257         | 0.895       |

Źródło:  (ang.)
Punktacja: 3:0 i 3:1 – 3 pkt; 3:2 – 2 pkt; 2:3 – 1 pkt; 1:3 i 0:3 – 0 pkt
Zasady ustalania kolejności: 1. liczba zwycięstw, 2. liczba punktów, 3. stosunek setów, 4. stosunek małych punktów, 5. bilans w bezpośrednich meczach
     awans do ćwierćfinału
Wyniki
| Data  | Godzina | Drużyna 1               | Wynik                            | Drużyna 2              |
| ----- | ------- | ----------------------- | -------------------------------- | ---------------------- |
| 27.08 | 11:30   | Taiwan Power Company VC | 0:3 (21:25, 17:25, 18:25)        | Altay VC               |
| 27.08 | 16:40   | Sarmajeh Bank VC        | 3:1 (28:26, 25:18, 23:25, 25:13) | Toyoda Gosei Trefuerza |
| 28.08 | 11:30   | Toyoda Gosei Trefuerza  | 3:0 (25:20, 25:18, 25:20)        | Altay VC               |
| 28.08 | 16:40   | Taiwan Power Company VC | 0:3 (21:25, 24:26, 20:25)        | Sarmajeh Bank VC       |

#### Grupa G
Tabela
| Lp. | Drużyna       | Mecze | Mecze   | Mecze   | Pkt | Sety | Sety | Sety  | Małe punkty | Małe punkty | Małe punkty |
| Lp. | Drużyna       | M     | W (3:2) | P (2:3) | Pkt | wyg. | prz. | ratio | zdob.       | str.        | ratio       |
| --- | ------------- | ----- | ------- | ------- | --- | ---- | ---- | ----- | ----------- | ----------- | ----------- |
| 1   | Polri Samator | 2     | 2 (0)   | 0 (0)   | 6   | 6    | 1    | 6.000 | 274         | 220         | 1.245       |
| 2   | Gas Al-Janoob | 2     | 2 (0)   | 0 (0)   | 6   | 6    | 1    | 6.000 | 266         | 237         | 1.122       |
| 3   | Malaysia      | 2     | 0 (0)   | 2 (0)   | 0   | 2    | 6    | 0.333 | 272         | 285         | 0.954       |
| 4   | Hongkong      | 2     | 0 (0)   | 2 (0)   | 0   | 0    | 6    | 0.000 | 174         | 244         | 0.713       |

Źródło:  (ang.)
Punktacja: 3:0 i 3:1 – 3 pkt; 3:2 – 2 pkt; 2:3 – 1 pkt; 1:3 i 0:3 – 0 pkt
Zasady ustalania kolejności: 1. liczba zwycięstw, 2. liczba punktów, 3. stosunek setów, 4. stosunek małych punktów, 5. bilans w bezpośrednich meczach
     mecze o miejsca 9-12
     mecz o 13 miejsce
Wyniki
| Data  | Godzina | Drużyna 1     | Wynik                            | Drużyna 2     |
| ----- | ------- | ------------- | -------------------------------- | ------------- |
| 27.08 | 14:00   | Polri Samator | 3:0 (25:14, 25:20, 25:13)        | Hongkong      |
| 27.08 | 16:30   | Malaysia      | 1:3 (32:30, 18:25, 16:25, 24:26) | Gas Al-Janoob |
| 28.08 | 14:00   | Gas Al-Janoob | 3:0 (25:21, 25:18, 25:14)        | Hongkong      |
| 28.08 | 16:30   | Polri Samator | 3:1 (25:23, 25:17, 30:32, 25:16) | Malaysia      |

## Faza finałowa

### Mecz o 13 miejsce
| Data  | Godzina | Drużyna 1 | Wynik                     | Drużyna 2 |
| ----- | ------- | --------- | ------------------------- | --------- |
| 30.08 | 14:00   | Malaysia  | 3:0 (25:18, 25:21, 25:18) | Hongkong  |

### Mecze o miejsca 9-12
| Data  | Godzina | Drużyna 1           | Wynik                           | Drużyna 2     |
| ----- | ------- | ------------------- | ------------------------------- | ------------- |
| 29.08 | 14:00   | Wing 46 Phitsanulok | 1:3 (26:24, 23:25, 27:29, 15:25 | Gas Al-Janoob |
| 29.08 |         | Polri Samator       | walkower                        | Al Jazira VC  |

#### Mecz o 11 miejsce
| Data  | Godzina | Drużyna 1           | Wynik    | Drużyna 2 |
| ----- | ------- | ------------------- | -------- | --------- |
| 30.08 |         | Wing 46 Phitsanulok | walkower | Al Jazira |

#### Mecz o 9 miejsce
| Data  | Godzina | Drużyna 1     | Wynik                                   | Drużyna 2     |
| ----- | ------- | ------------- | --------------------------------------- | ------------- |
| 30.08 | 16:30   | Gas Al-Janoob | 2:3 (19:25, 20:25, 25:12, 25:18, 12:15) | Polri Samator |

### Ćwierćfinały
| Data  | Godzina | Drużyna 1              | Wynik                            | Drużyna 2               |
| ----- | ------- | ---------------------- | -------------------------------- | ----------------------- |
| 29.08 | 11:40   | Sarmajeh Bank VC       | 3:0 (25:18, 25:16, 25:18)        | Maseco TP.HCM           |
| 29.08 | 14:10   | Toyoda Gosei Trefuerza | 3:0 (25:12, 25:19, 25:17)        | Asia World Club         |
| 29.08 | 16:40   | Shanghai Golden Age    | 3:1 (29:27, 23:25, 36:34, 25:23) | Altay VC                |
| 29.08 | 19:35   | Al Arabi Ad-Dauha      | 3:1 (25:18, 19:25, 25:12, 25:18) | Taiwan Power Company VC |

### Mecze o miejsca 5-8
| Data  | Godzina | Drużyna 1               | Wynik                                   | Drużyna 2       |
| ----- | ------- | ----------------------- | --------------------------------------- | --------------- |
| 30.08 | 11:30   | Maseco TP.HCM           | 2:3 (33:31, 21:25, 21:25, 25:21, 14:16) | Altay VC        |
| 30.08 | 14:30   | Taiwan Power Company VC | 3:0 (25:21, 30:28, 25:21)               | Asia World Club |

### Półfinały
| Data  | Godzina | Drużyna 1         | Wynik                                  | Drużyna 2              |
| ----- | ------- | ----------------- | -------------------------------------- | ---------------------- |
| 30.08 | 16:40   | Sarmajeh Bank VC  | 3:0 (28:26, 25:16, 25:21)              | Shanghai Golden Age    |
| 30.08 | 19:10   | Al Arabi Ad-Dauha | 3:2 (25:19, 19:25, 23:25, 28:26, 15:9) | Toyoda Gosei Trefuerza |

### Mecz o 7 miejsce
| Data  | Godzina | Drużyna 1     | Wynik                            | Drużyna 2       |
| ----- | ------- | ------------- | -------------------------------- | --------------- |
| 31.08 | 14:10   | Maseco TP.HCM | 3:1 (25:22, 29:27, 17:25, 26:24) | Asia World Club |

### Mecz o 5 miejsce
| Data  | Godzina | Drużyna 1 | Wynik                            | Drużyna 2               |
| ----- | ------- | --------- | -------------------------------- | ----------------------- |
| 31.08 | 11:30   | Altay VC  | 3:1 (25:22, 21:25, 25:21, 25:20) | Taiwan Power Company VC |

### Mecz o 3 miejsce
| Data  | Godzina | Drużyna 1           | Wynik                                   | Drużyna 2              |
| ----- | ------- | ------------------- | --------------------------------------- | ---------------------- |
| 31.08 | 16:40   | Shanghai Golden Age | 2:3 (21:25, 25:23, 19:25, 25:17, 13:15) | Toyoda Gosei Trefuerza |

### Finał
| Data  | Godzina | Drużyna 1        | Wynik                            | Drużyna 2         |
| ----- | ------- | ---------------- | -------------------------------- | ----------------- |
| 31.08 | 19:30   | Sarmajeh Bank VC | 3:1 (24:26, 25:18, 25:16, 25:19) | Al Arabi Ad-Dauha |

### Nagrody indywidualne[3]
| Najlepszy zawodnik (MVP) | Najlepszy atakujący | Najlepsi blokujący                     | Najlepsi przyjmujący          | Najlepszy libero | Najlepszy rozgrywający |
| ------------------------ | ------------------- | -------------------------------------- | ----------------------------- | ---------------- | ---------------------- |
| Szahram Mahmudi          | Georg Grozer        | Leandro Vissotto Neves Mohammad Musawi | Uroš Kovačević Milad Ebadipur | Koichiro Koga    | Mahdi Mahdawi          |

## Klasyfikacja końcowa
| Miejsce | Drużyna                 |
| ------- | ----------------------- |
| złoto   | Sarmajeh Bank VC        |
| srebro  | Al Arabi Ad-Dauha       |
| brąz    | Toyoda Gosei Trefuerza  |
| 4.      | Shanghai Golden Age     |
| 5.      | Altay VC                |
| 6.      | Taiwan Power Company VC |
| 7.      | Maseco TP.HCM           |
| 8.      | Asia World Club         |
| 9.      | Polri Samator           |
| 10.     | Gas Al-Janoob           |
| 11.     | Wing 46 Phitsanulok     |
| 12.     | Al Jazira VC            |
| 13.     | Malaysia                |
| 14.     | Hongkong                |